# Izbucul Tăuzului
Izbucul Tăuzului (monument al naturii) este o arie protejată de interes național ce corespunde categoriei a III-a IUCN (rezervație naturală de tip geologic), situată în vestul Transilvaniei, pe teritoriul județului Alba.

## Localizare
Aria naturală se află în Munții Bihorului (grupă montană a Munților Apuseni, aparținând lanțului carpatic al Occidentalilor), în extremitatea nord-vestică a județului Bihor, pe teritoriul administrativ al comunei Arieșeni, în estul satului Hodobana.

## Descriere
La baza unui perete stâncos ce se îndreaptă aproape vertical către cer, apa care a intrat circa 2.5 km mai la deal prin imensul portal al peșterii Coiba Mare iese în sfârșit la lumină, prin Izbucul Tăuz.
Accesul către micul ochi verde de apă este relativ ușor. Din centrul comunei Gârda de Sus se urmează cursul Văii Gârda… până la izbuc. Ce se ascunde sub oglinda apei e o altă poveste…
Primele tentative de depășire a izbucului și pătrunderea în acest mare sistem de peșteri, din care mai fac parte și peșterile Coiba Mare și Coiba Mică, au fost făcute în 1982, când scufundătorul maghiar Czako Laszlo, sprijinit de Liviu Vălenaș și Halasi Gábor, reușește să treacă de primul sifon, ajunge într-un clopot de aer și parcurge și al doilea sifon până la adâncimea de 47 m. Reușește să mai vadă continuarea până la cota de -55 m. Peștera atinge o lungime scufundată de 105m.
Următoarele tentative aparțin unui grup de scufundători cehi, care ating prin Lubomir Benysek adâncimea de 70m, după ce au avut de-a face cu mici îngustări ale galeriei în zona dintre cotele -60 și -70m. Aceasta se întâmpla în anul 1988.
În anul 1993, Jean-Jaques Bolanz vizitează România, și se scufundă și la Tăuz până la adâncimea de 32 m.
Cercetările sunt reluate mulți ani mai târziu, când polonezii conduși de Wiktor Bolek preiau inițiativa cu sprijinul A.S. Sfinx Gârda.
La începutul anului 2001, când încă iarna era în toi, au loc primele incursiuni ale polonezilor, soldate cu un record național de adâncime, 79.4m atinși de Bolek. Acesta revine în luna august a aceluiași an și reușește să-și depășească recordul anterior, înaintând până la adâncimea de 85 m, aflată la 250 m de la intrare. Și peștera continuă. La această adâncime însă se schimbă și morfologia, galeria lărgindu-se, iar tavanul nu se mai vede…
În luna octombrie 2002 grupul revine, fără Bolek. În condiții asupra cărora încă se mai pot face speculații, Rafał Garsk, un “veteran” al Tăuzului și conducător al expediției, își pierde viața și este recuperat câteva zile mai târziu de la adâncimea de 78 m. În aceste condiții explorările sunt momentan întrerupte.
Eforturile sunt reluate în August 2003, când echipa lui Bolek nu reușește sa depășească zona deja cunoscută a peșterii.
Anul 2004 aduce o altă veste teribilă: Wiktor Bolek, liderul scafandrilor speologi din Polonia, suferă un accident fatal de scufundare. La data de 1 Mai, în timpul unei scufundări de antrenament cu rebreather în Germania, care pregătea revenirea la Tăuz, acesta încetează din viață după ce revine cu succes dintr-o scufundare la -70 m și aștepta pe palierul de decompresie de la -6 m. Cauzele decesului n-au fost elucidate.
Cu toate acestea, polonezii nu cedează. În toamna lui 2004 un alt cunoscător al locului, Włodzmierz Szymanowski depășește vechiul terminus, și străbate sala de la -85m, care se înalță vertiginos. Reușește să urce în hornul scufundat, cu un diametru de 20m, până la circa -50 m.
În ianuarie 2005 Szymanowski revine și reușește să urce până la adâncimea de -30m. Depășirea sifonului pare să fie aproape. Dar atât de departe… Din nefericire, în 6 aprilie a aceluiași an, Szymanowski piere la rândul său într-un accident de scufundare.
În septembrie 2014, în cadrul unei tabere de explorare româno-finlandeze organizată de Societatea Națională de Speologie, Sami Paakkarinen și Patrik Grönqvist reușesc trecerea sifonului 2. După parcurgerea unei scurte galerii aerate ajung la sifonul 3, adânc de circa 5m și lung de 20. Explorarea s-a oprit după 300m în sifonul 4, la adâncimea de 60m.

## Arie protejată
Izbucul Tăuzului a fost declarat arie protejată prin Legea Nr.5 din 6 martie 2000, publicată în Monitorul Oficial al României, Nr.152 din 12 aprilie 2000, privind aprobarea Planului de amenajare a teritoriului național - Secțiunea a III-a - zone protejate și are o suprafață de 1 ha.
Rezervația naturală (inclusă în Parcul Natural Apuseni) reprezintă o zonă montană în al cărei areal se află un izvor cu activitate intermitentă (izbuc), ce funcționează pe principiul sifonului (cu o adâncime de 85 m.), unde ies la suprafață apele pierdute în peșterile Coiba Mică și Coiba Mare, formând un adevărat râu, care după un parcurs de cca. 100 m. intră în apele pârâului Gârda Seacă, un afluent al Arieșului Mare.

## Monumente și atracții turistice
În vecinătatea rezervației naturale se află câteva obiective de interes istoric, cultural și turistic; astfel:
- Biserica de lemn "Înălțarea Domnului" din Arieșeni, construcție 1791, monument istoric (cod LMI AB-II-m-A-00177.01).
- Parcul Natural Apuseni
- Rezervațiile naturale: Cascada Vârciorog, Cheile Gârdișoarei, Groapa Ruginoasa - Valea Seacă, Peștera Ghețarul de la Vârtop, Peștera Coiba Mare.